# Garn-Theater
Das Garn-Theater ist ein kleines, eigenständiges Theater in Berlin-Kreuzberg, das seit 1988 existiert. Der skurrile Name stammt von den früheren Räumen des Theaters in einer ehemaligen Änderungsschneiderei in Neukölln, wo es mit dem eigenen Bühnenbetrieb angefangen hat.
Das Ein-Mann-Unternehmen wurde von dem Exil-Chilenen Adolfo Assor gegründet und trotz widrigster finanzieller Bedingungen bis heute am Leben gehalten. Nahezu alles wird von ihm selbst gemacht: Schauspieler, Theaterleiter, Beleuchter, Reinigungsmann, Bühnenbildner und Medienkontaktpflege. Das kleine Keller-Gewölbetheater in der Katzbachstraße hatte er ebenfalls eigenhändig zuerst entmüllt und sodann zum Theatersaal ausgebaut. Platz bietet es für maximal 50 Zuschauer; im Durchschnitt kommen etwa zwanzig. Die große Nähe zur Bühne schafft eine besondere Atmosphäre, die Schauspielkunst Adolfo Assors die Intensität.

## Inszenierungen
- „Der Großinquisitor“ nach Fjodor Dostojewski / mit Adolfo Assor (2005)
- „Aufzeichnungen aus der Unruhe“ nach Fernando Pessoa / mit Adolfo Assor
- „Ein Bericht für eine Akademie“ von Franz Kafka / mit Adolfo Assor
- „Schiffbrüchige im Vergnügungspark“ nach Jorge Díaz / mit Adolfo Assor und Maila Barthel
- „Der Traum eines lächerlichen Menschen“ nach Fjodor Dostojewski  / mit Adolfo Assor
- „Die Galeere der Kaltblüter“ / Schauerfeldfragment von Paul M Waschkau / mit Adolfo Assor[1]
- „Der Bau“ von Franz Kafka / mit Adolfo Assor
- „Der Verrückte und die Traurige“ nach Juan Radrigán / mit Adolfo Assor und Maila Barthel
- „Die Lektion“ nach Eugène Ionesco / mit Adolfo Assor und Karin Assor
- „Das Kellerloch“ von Fjodor Dostojewski / mit Adolfo Assor
- „Love Letters“ nach A. R. Gurney / mit Adolfo Assor und Maila Barthel
- „Brief an den Vater“ von Franz Kafka / mit Adolfo Assor
- „Der Sonnenblumenkönig“ von Klaus Geske / mit Adolfo Assor

Siehe auch: Jewgeni Grischkowez, Zimmertheater, Studiotheater